# 2,4,6-Triisopropylphenol
2,4,6-Triisopropylphenol ist eine aromatische Verbindung. Es ist ein Derivat des Phenols mit drei Isopropylgruppen. 
Man erhält es durch dreifache Friedel-Crafts-Alkylierung von Phenol mit Propylen bei etwa 150 °C.
Es wird als Zwischenprodukt zur Herstellung anderer chemischer Verbindungen eingesetzt; zum Beispiel abgeleitete Phosphate, die als Weichmacher in PVC dienen.